# Наводнение в Чехии (1845)
Наводнение 1845 года было одним из самых крупных наводнений на территории Богемии и Моравии нового времени. Превзойдено было (и то не везде) только более чем через 150 лет в наводнении 2002 года. Максимальный поток воды в Праге оценивается в 4500 м³/с.

## Влияние на последующее строительство
Наводнение повлияло на строительство железных дорог: так как многие пути были проложены непосредственно после наводнения, они были спроектированы так, чтобы наводнения их не задевали, что обусловило функционирование дорог и при последующих наводнениях.
В Моравии был затоплен Бржецлав из-за неправильно спроектированной железнодорожной насыпи. Это было учтено при последующем проектировании дорожных объектов.